# Sabulodes meridionalis
Sabulodes meridionalis là một loài bướm đêm trong họ Geometridae.